# نیم‌رسانای ذاتی
نیم‌رسانای ذاتی (به انگلیسی: Intrinsic semiconductor) به نیم‌رساناهایی گفته می‌شود که حاوی هیچ‌گونه ناخالصی نباشند. در این نیم‌رساناها تعداد الکترون‌های نوار رسانش دقیقاً برابر با تعداد حفره‌ها در نوار ظرفیت است.
تعداد الکترون‌ها یا حفره‌ها در این مواد، غلظت حامل ذاتی نامیده می‌شود که آن را می‌توان از انتگرال‌گیری ضرب احتمال پُر بودن حالت انرژی E (که از تابع فرمی به‌دست می‌آید) در دانسیته حالت آن انرژی بر روی تمام انرژی‌های برابر یا بیشتر از لبهٔ جذب رسانش به‌دست آورد:
{\displaystyle n_{i}=\int _{E_{c}}^{\infty }{f(E)g(E)dE}}